# Dansk Melodi Grand Prix 1963
Dansk Melodi Grand Prix 1963 var det syvende Danske Melodi Grand Prix, og fandt sted 24. februar 1963 i Tivolis Koncertsal i København. Værten var Mariane Birkelund.
Der blev i alt indsendt 404 sange til årets danske melodi grand prix. Komponist og tekstforfatter var ikke kendt på forhånd, det blev først meddelt efter afstemningen. Sejr Volmer-Sørensen havde skrevet halvdelen af teksterne til årets deltagersange.
Vinderen blev "Dansevise" sunget af Grethe og Jørgen Ingmann, som efterfølgende fik førstepladsen i Eurovision Song Contest 1963.

## Deltagere
| Nr. | Sang                         | Sanger (Sanger i anden omgang) | Sangskriver                           | Points | Placering |
| --- | ---------------------------- | ------------------------------ | ------------------------------------- | ------ | --------- |
| 1   | "Harlekin og Kolumbine"      | Melody Mixers                  | John Andreasson                       | 11     | 6         |
| 2   | "Tiden er en gammel bekendt" | Dario Campeotto                | Aksel V. Rasmussen, Thøger Olesen     | 15     | 5         |
| 3   | "Lille sarte kvinde"         | Gitte Hænning                  | Bent From, Bjarne Hoyer, Ida From     | 22     | 4         |
| 4   | "Amiga Mia"                  | Bjørn Tidmand                  | Hans Schreiber, Sejr Volmer-Sørensen  | 30     | 2         |
| 5   | "Kære du"                    | Grethe Sønck                   | Poul Nordlænder, Sejr Volmer-Sørensen | 4      | 7         |
| 6   | "Abstrakt"                   | Preben Mahrt                   | Otto Lington, Carl Andersen           | 0      | 8         |
| 7   | "Dansevise"                  | Grethe & Jørgen Ingmann        | Otto Francker, Sejr Volmer-Sørensen   | 44     | 1         |
| 8   | "Pourquoi"                   | Birthe Wilke                   | Børge Nordlund, Sejr Volmer-Sørensen  | 24     | 3         |